# عائلة ايلاس
العائلة الماسيلية الحاكمة تذكرهم النصوص التاريخية بأنهم كانو عائلة نبيلة وثرية من أصول أمازيغية محلية عاشت بشمال أفريقيا في حوالي القرن 4 ق م حيث كانت السلالة الماسيلية الحاكمة لتتحول بعدها لحكم مملكة نوميديا الموحدة من خلال ماسنسن أو ماسينيسا, تواصل حكم عائلة ايلاس إلى غاية سنة 40 م وانتهت بوفاة بطليموس الموريتاني بعد اعدامه من امبراطور روما الثالث كاليغولا, مشكلة بذلك عائلة ملكية واصلت حكمها ل4 قرون في ثلاث ممالك وكونفدراليات مختلفة الماسيل, نوميديا,
```
مملكة الموريطانية
[
1
]
```

## بيت إيلاس
تشترك عائلة إيلاس مع عدة عوائل أخرى نبيلة من قبائل الماسيل حيث أنهم عائلة واحدة من قبيلة الماسيل الكبيرة التي تمكنت من تولي العرش والتحكم بسلطة ماسيليا الشرقية، تصاهرت أسرة إيلاس مع عائلات نبيلة أخرى عن طريق الزاوج أو التحالفات خاصة مع العائلات الثرية المنافسة.

## تولي السلطة

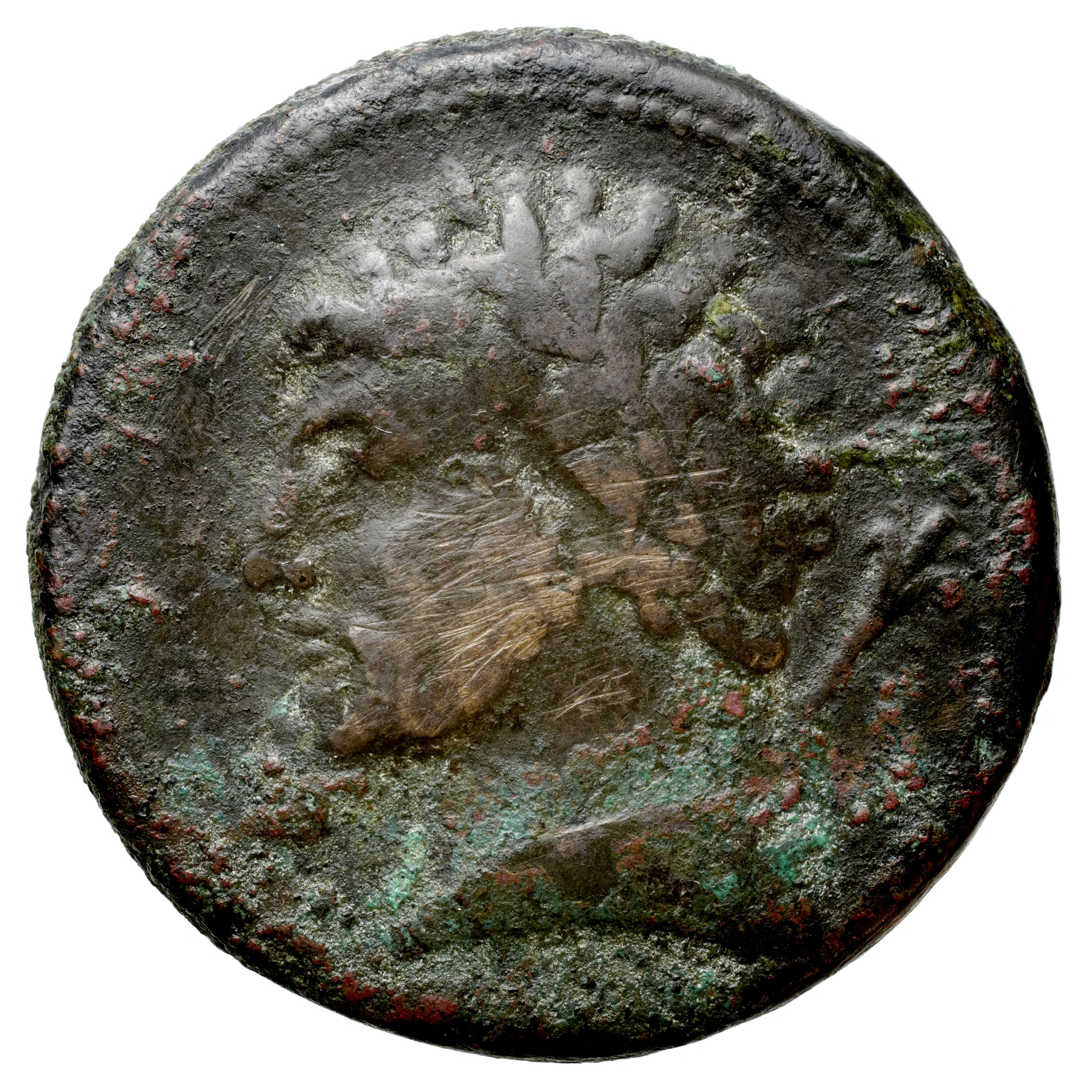
ماسينيسا أخر ملوك الماسيل ومؤسس نوميديا أحد احفاد إيلاس

تكونت مملكة الماسيل عن طريق تحالفات قبلية كبيرة تنتخب حاكما لها يتولى شؤونها، غير أنه الوضع تغير بعد بروز جيران أقوياء من الجهة الغربية واشتداد المنافسة معهم وهم الماسيسيل ,تأثر الماسيل بالأرض الثرية والحضارة الغنية شرقا أي حضارة قرطاج يرجح فرضية أن الماسيل تبنوا نظام الحكم الملكي الوراثي من هذين المنافسين ، أيا كان فقد اعتلى إيلاس (أقدم ملك ماسيلي بينته لنا النصوص التاريخية كديودور الصقلي) عرش مملكة الماسيل مثبتا فيها النظام الوراثي الذي سينشئ سلالة حاكمة جديدة، يرجح ان هذه الأحداث حصلت ما بين القرن الثالث والقرن الرابع ق م مكونة بذالك عائلة جديدة ستحكم مملكة تهيمن بها لاحقا على اغلب شمال افريقيا، اكتسب بيت إيلاس ثقة القبائل المجاورة حتى ولو ساءت الاوضاع قليلا لاكن لم تصل إلى حدود التمرد وذلك لانهم عرفوا جيدا كيف يوحدون القبائل العشائرية تحت سلطتهم كما صنعوا حلفا مع قرطاج سيدوم لعهد معتبر قبل ان يغيره اللأغليد ماسينيسا إلى روما بعد الحروب البونية.

## التمردات داخل الأسرة الحاكمة
عاشت عائلة إيلاس بدورها تمردات كثيرة بين أبنائها حيث أن نظام الحكم يقوم على ان يتشارك الأخوة كلهم العرش معا أو ان يعتلي أكبرهم العرش وتوزع باقي المناصب الأقل أهمية على باقي اخوته وهكذا دواليك حتى يحكم اللأخ الأصغر وينتقل الملك إلى ابن الأخ الأكبر وبسبب هذا النظام حصلت العديد من المشاحنات سواءا في عهد الماسيل أو عهد نوميديا ولعل أحد هذه الخلافات يعتبره البعض سببا في نهاية حكم مملكة ماسيليا
حيث أن الملك غايا قبل وفاته ترك ابنه ماسينيسا عند القرطاجيين كي يتدرب ويتعلم فنون القتال على طبيعة ملوك ذلك العهد, بعد وفاة الملك غايا انتقل الحكم كالعادة إلى الابن الأكبر وتولى الابن البكر أولزاسن الحكم لمدة قصيرة للغاية اذ توفي وتولى بعدها كابوسا (ابن أوزيلاس الذي يكبر ماسينيسا بسنين قليلة) حكم المملكة الا أنه لم يحكم كثيرا بدوره حيث توفى في ضروف غامضة, وصل دور الأمير ماسينيسا الأول لكي يصبح ملكا حيث كان ماسينيسا وقتها بالجزيرة الأيبيرية مقاتلا, قبل وصول ماسينيسا إلى العاصمة سيرتا تم تعيين لكومزيس  وهو أصغر سنا من ماسينيسا الحكم حيث جلس على العرش بمعونة ميتزول ابن عم ماسينيسا والذي ينحدر من سلالة منافسة مدعوما بقرطاج التي من المفروض لها ان تدعم شرعية ماسينيسا حليفها في الحكم وتزامن هذا الحدث مع زواج صفنبعل (خطيبة ماسينيسا) بالمنافس سيفاكس حاكم ماسيسيليا الغربية ,انطلق ماسينيسا محاصرا للعاصمة سيرتا راغبا في استعادة الحكم, مطلقا بذلك عنانه لمشروعه التوسعي على حساب كلتا المملكتين الشرقية والغربية مستعينا بروما, لذالك تعتبر هاته الأحداث التراجيدية المتتالية السبب الرئيسي لسقوط المملكة الماسيسيلية ودمجها بالقوة مع نظيرتها الشرقية الراغبة بالتوسع ,لم يتوقف هذا النظام حتى بعد الوحدة اذ نجد نفس الصراع بعد حوالي 60 عام بين يوغرطة وأبناء عمومته أي اخوانه بالتبني.

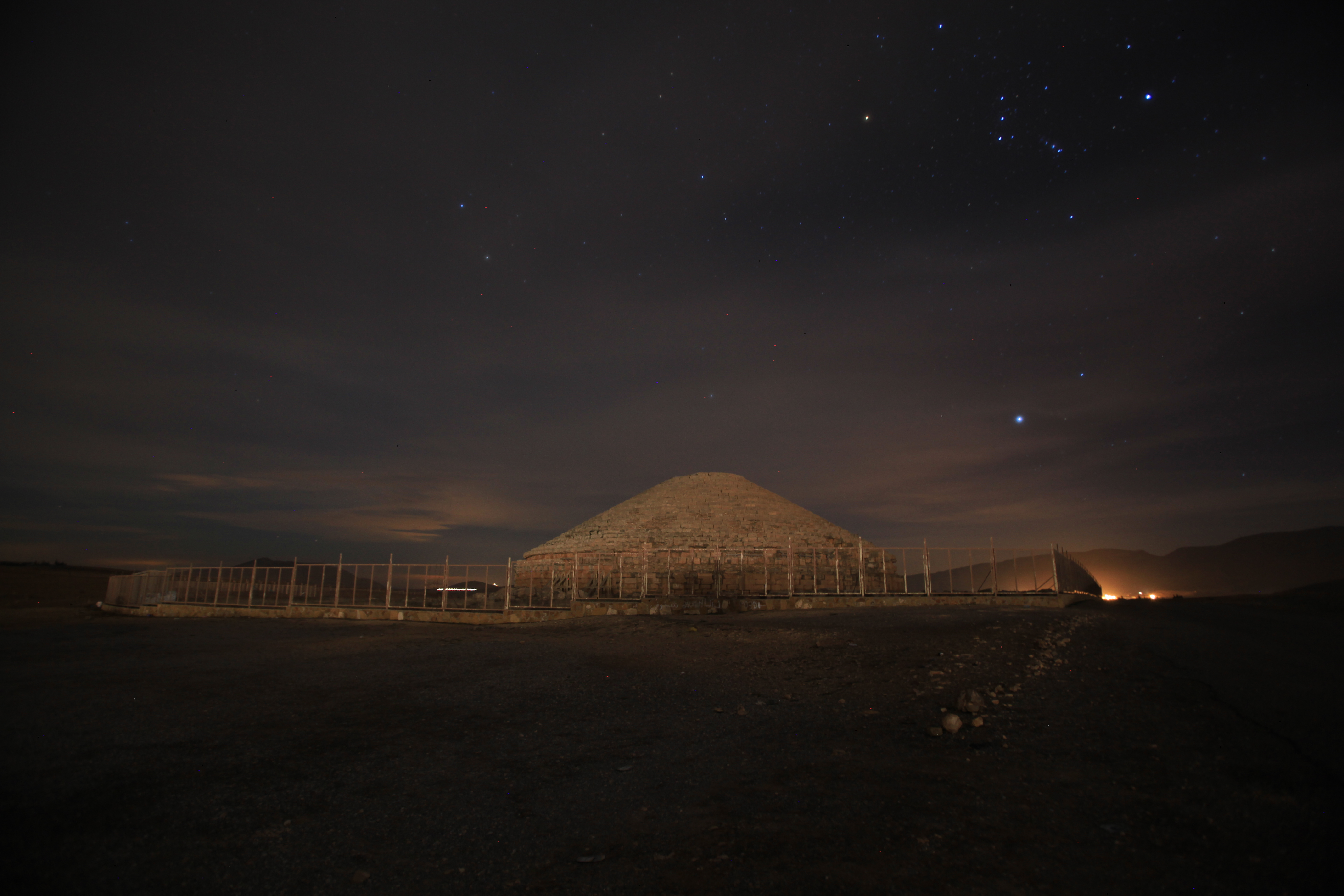
ضريح أمدغاسن

## عهد نوميديا الموحدة

### بيت ماسينيسا
بعد تولي ماسينيسا الحكم ووفاته سنة 184 ق م ظل نظام الحكم القديم صامدا فتشارك الاخوة الثلاثة الحكم مكيبسا، غولوسا ومستنبعل ولم تشهد البلاد أي توتر فكان اخر الحكام بين هؤلاء الاخوة هو مكيبسا الاخ الاصغر والذي كان عهده عهد خير حسن عرفت فيه المملكة ازدهارا معتبرا وحالة من السلم الا أن وجود العديد من الأطفال في القصر الملكي ليتشاركوا الحكم لاحقا كان يسبب مشكلة 
كان هناك قانون في نوميديا ينص على نبذ أبناء الجواري وتوالي ابن الحرة فقط لسدة الحكم الا أن ماسينيسا في أخر أيامه أوصى بأن يحدث استثناء فقد تم اعتبار الأمير يوغرطة أميرا مأهلا وتمت معاملته كسائر أبناء عمومته بل وتم تفضيله على أخيه غودا, في أخر أيام مكيبسا تجلت هذه المنافسة بين ولاة العهد فهناك هيمصال وأذربعل ومن جهة ابن ماستنبال يوغرطة وابنه الثاني غودا وكذا ابن غولوسة ماسيفا الذي سيتجلى دوره لاحقا اثناء حروب يوغرطة، للتخفيف من هذه التوترات قام مكيبسا بتبني يوغرطة المنافس الأكبر ظنا منه أن أبنائه لن يستبيحوا دم أخيهم الا أن هذا التبني سيتم فسخه بعد وفاة مكبيبسا
اكتسب يوغرطة شعبية كبيرة ولم تظهر لنا المراجع التاريخية أدوارا جوهرية لاخيه غير الشقيق غودا على عكس أبناء عمومته.

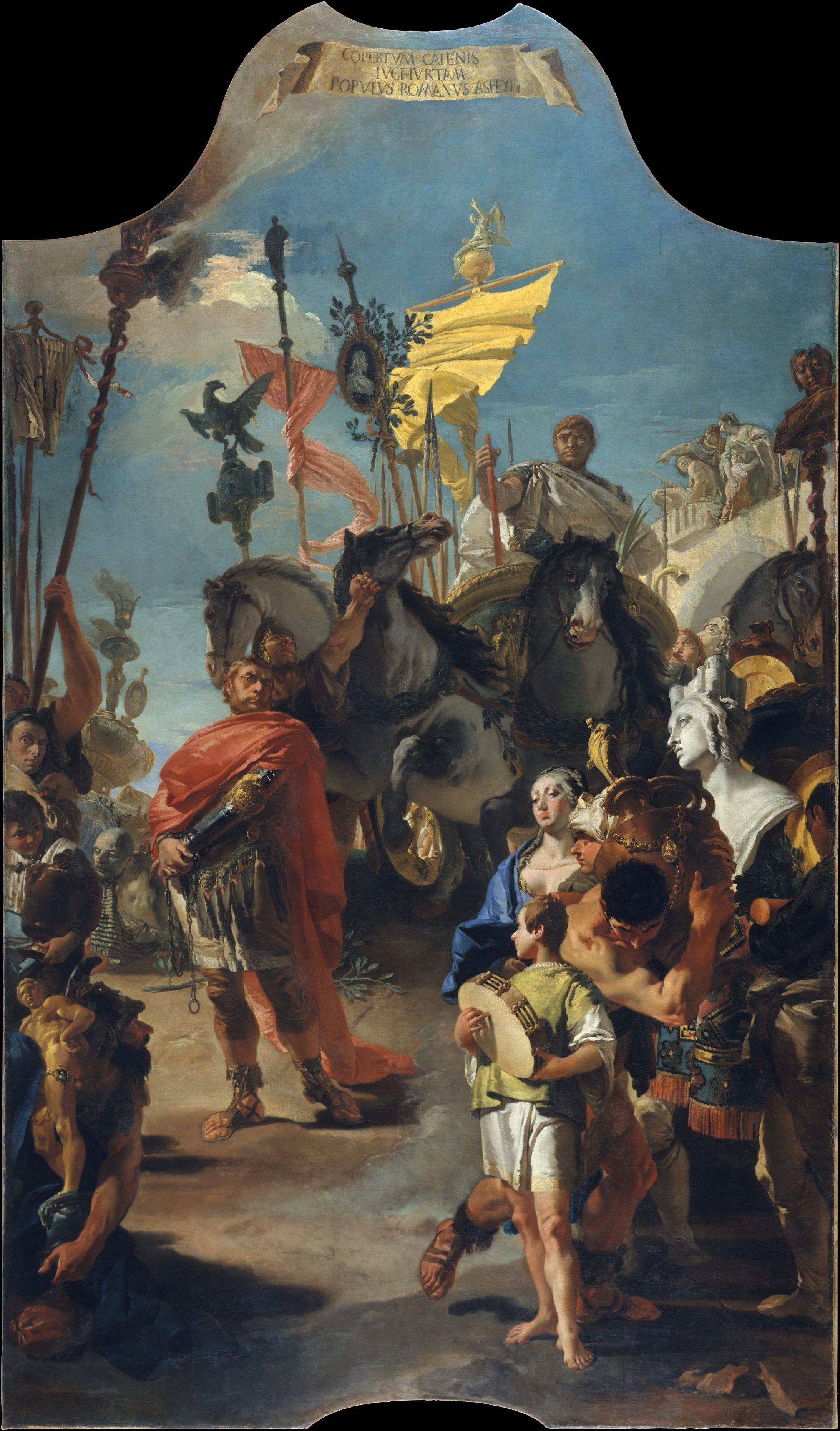
الملك العضيم يوغرطة بردائه الأحمر

#### التوترات بين يوغرطة وأبناء عمومته
تفاصيل أكثر في: يوغرطة
اختصارا أراد كل من اذربعل وهيمصال من جهة ويوغرطة من جهة أخرى الحكم لنفسه فبعد مشاحنات كثيرة وفشل الوساطة الرومانية اندلع ما يشبه الحرب الاهلية بين الأخوين فحاصر يوغرطة مدينة سيرتا تماما كما فعل جده وانتهى الامر بانتصاره وتفرده بالسلطة الا أن ابن عمه ماسيفا اعترض على هذا الامر وبعد توترات وقتالات سواءا في نوميديا أو في روما انتهى الامر باغتيال الأمير ماسيفا وتصفيته من قبل بومليكار أحد المقرين من يوغرطة، الا أن يوغرطة لم يهنئ بحكمه اذ أعلن تمرده على الرومان وبعد معارك طاجنة أرهقت كلا الطرفين امتدت إلى حدود قبائل الجايتولي في الصحراء انتهى الامر بسجنه واهانته وتجويعه حتى الموت وانتزاع طفليه المرشحان لولاية العهد (اوكسينتاس ولامبساس) إلى روما وابعادهما عن وطنهما الام

#### عهد ما بعد يوغرطة
احتلت روما جزءا من مملكة يوغرطة احتلالا مباشرا، وأعطت الجزء الغربي من نوميديا للملك الموريطاني بوخوس الذي باع يوغرطة لهم وعينت أخا يوغرطة غير الشقيق غودا ملك على نوميديا وكانت القرارات الفعلية تصدر من روما وهو ملك رمزي لاسكات أي تمرد يصدر عن القبائل الامازيغية التي فوضت هذه السلالة قبل حوالي قرنين، لم يكن هناك أي سجلات تاريخية تسجل أفعال غودا سواءا جيدة أو سيئة لاكن بعد وفاته مباشرة اندلعت حرب اهلية بين سولا وماريوس الرومانيين فانحاز ابنا غودا: هيمصال الثاني وهيرباص إلى طرفين متصالبين واقتسما الحكم من جديد، وخسر هيمصال الثاني الحكم وطرده اخوه بمساعدة القبائل الامازيغية الساخطة ,أنجب كل من هاؤلاء الأمراء أطفالا ليكون لهم حق مشروع في الحكم, فكانت الأمور هكذا:
- لمستعبر الابن ماسينيسا الثاني الذي تولى حكم الجهة الشرقية من نوميديا وورثه لابنه المتمرد اربايون الذي قامت روما باسقاطه لاحقا
- لهيمصال الثاني يوبا الاول حاكما للقسم الغربي من نوميديا ومتمردا لاحقا على روما
- ولم يكن لهياراباص خليفة

لم يكن تمرد أربايون بنفس قوة تمرد ابن عمومته يوبا الأول الذان كلاهما تدخلا في الحروب الاهلية الرومانية ومع الاطراف الخاسرة تسبب تمرد يوبا الاول في تدخل روماني جديد في ارض شمال افريقيا اذ تم تربية ابن يوبا الأول يوبا الثاني في البلاط الروماني وتزويجه من الاسيرة كليوباترا سيليني ابنة كليوباترا السابعة وتوليتهم الحكم لمملكة جديدة وهي موريطانيا

### عهد يوبا الثاني
في خريف 25 ق م نصب الرومان أميرا نوميديًا تلقى تعليمه في روما وهو ابن الملك يوبا الأول الذي انتحر بعد هزيمته من طرف يوليوس قيصر، كان يوبا الثاني ملك شارك ببعض الحملات العسكرية المشتركة ربما خلال جزء من حروب كانتابريا في 26-25 قبل الميلاد، ولتدريب الملك النوميدي المستقبلي قرر أغسطس تأسيس مملكة عميلة مدفوعًا بمشاركة القوات الرومانية على جبهات أخرى في إسبانيا وسوري، حيث لم تكن القوات متاحة للغزو العسكري لموريتانيا.
وبالتالي فإن يوبا الثانية تولى حكم الأراضي السابقة لبوغود وبوخوس الثاني بالإضافة إلى إقليم آخر وحكم جزءًا من جيتوليا التي كانت من ممتلكات والده الذي انتحر بعد الهزيمة لقوات بومبي الكبير في معركة ثابسوس ضد يوليوس قيصر. واجه يوبا الثاني مشاكل في السيطرة على الموشولامي و القيتول في نوميديا الذي تم تحريكهم من البطل العضيم تاكفاريناس ,لكن تم حل الامر لاحقا

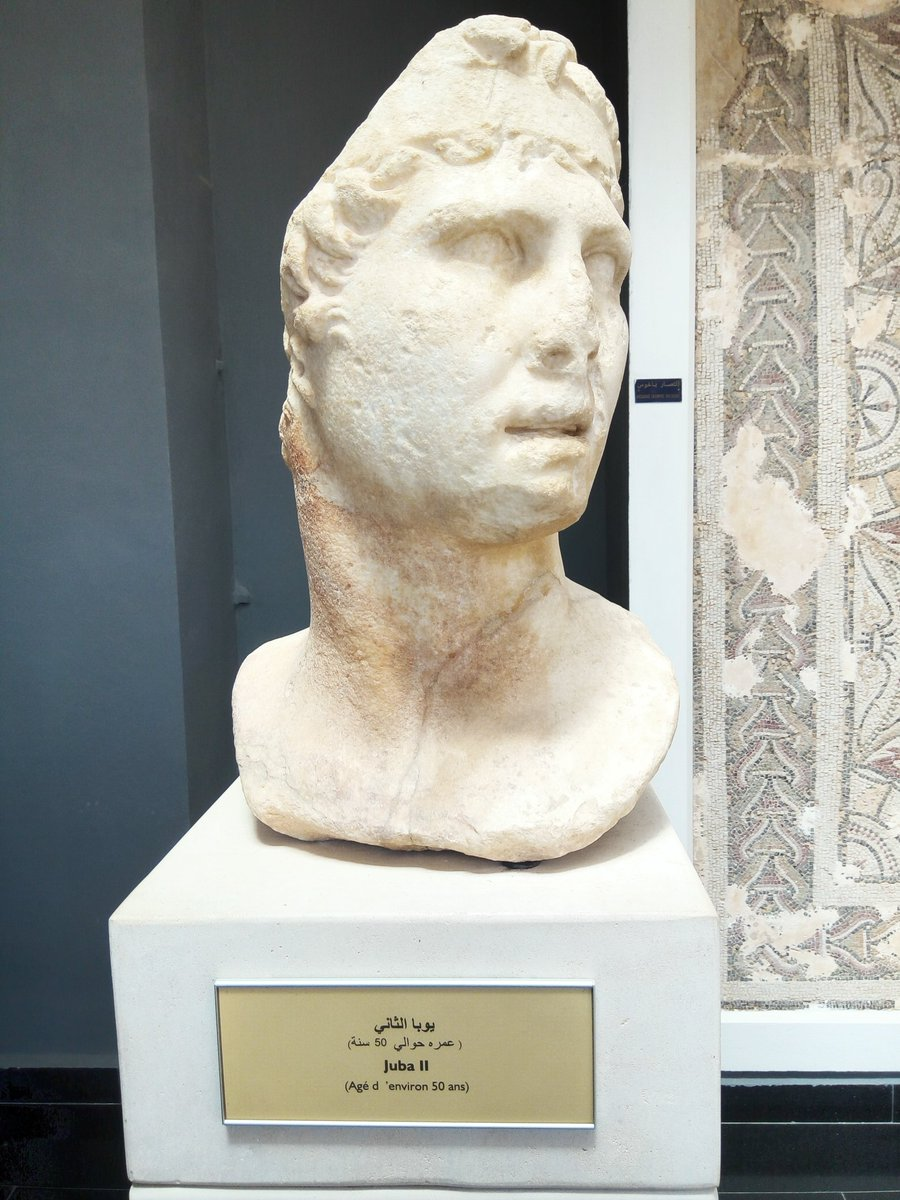
الملك المثقف يوبا الثاني

عام 19 ق م, وتزوج بعدها بابنة مارك انطوني وكليوباترا كليوباترا سيليني الثانية اللذان تربيا في نفس الوسط وتشاركا حكم المملكة، عندما ماتت سيليني الثانية، حكم يوبا الثاني المملكة بمفرده وبنا لها التحفة المعمارية الضريح الملكي الموريطني. بعد وفاته هو تولى اخر وريث للسلالة الحكم وهو بطليموس الموريطني

### عهد بطليموس
مقالة مفصلة: بطليموس الموريطني
طوال فترة حكم بطليموس لم يكن لديه زوجة ملكية أو طفل شرعي ربما باستثناء جوليا أورانيا التي كانت خليته الملكية ولكن من طبقة اجتماعية أدنى من السلالة الحاكمة، كانت ستحصل على لقب ريجينا فقط لتبرير لقبها كزوجة غير رسمية, ربما كان بطليموس شغوفا بجوليا أورانيا مما جعله يعزف عن الزواج بغيرها من النساء خصوصا أنه على الأرجح تعرض لضغوطات للزواج بأحدى الأميرات الأجنبيات كأداة سياسية كوالده يوبا الثاني
تم إعدام بطليموس في بداية عام 40م بأمر من الإمبراطور الروماني كاليجولا, بعد الاغتيال اندلع تمرد بقيادة أحد العبيد المحررين من بطليموس أيدمون الذي كرس حياته للانتقام. تم إخماد الثورة بسرعة نسبيا حتى لو استمرت بعض الوقت بعد وفاة ايدمون, وهكذا انتهت سلالة ايلاس النوميدي الماسيلي .

## السقوط (ما بعد اعدام بطليموس)
لم تستمر نوميديا وموريتانيا مابعد اغتيال بطليموس أولا لأنه لم يكن له أبناء شرعيون وثانيا لانه تم تحويلها إلى مقاطعة رومانية بسبب وفاة الملك الوحيد ,أدى اعدام بطليموس إلى نهاية حكم السلالة نهائيا دون تجديد لها, عدم رغبة بطليموس بالزواج كان له الدور الأكبر في هاذا لأنه الرومان فطنو لعدم وجود وريث شرعي مما جعل مملكة بطليموس هدفا سهلا للرومان.